# Радзивилл, Иероним Флориан
Князь Иероним Флориан Радзивилл (4 мая 1715, Бяла-Подляска — 17 мая 1760, Бяла-Подляска) — государственный деятель Великого княжества Литовского, подчаший великий литовский (1739—1750) и хорунжий великий литовский (1750—1760).
С 1731 года фактически владел (юридически с 1744 года) так называемыми Нойбургскими имениями. Ему также принадлежали пшемысльское и кричевское староства.

## Биография
Представитель несвижской линии магнатского рода Радзивиллов, третий сын канцлера великого литовского и несвижского ордината Кароля Станислава Радзивилла (1669—1719) и Анны Екатерины, происходившей из рода Сангушко (1676—1746). Младший брат гетмана великого литовского и воеводы виленского Михаила Казимира Радзивилла Рыбоньки.
Иероним Флориан Радзивилл получил домашнее образование, в 1730—1735 годах путешествовал за границей. Занимал высокие государственный должности, имел шеститысячное собственное войско, равное военным силам Великого княжества Литовского. Его гарнизоны были расположены в Слуцке (главные силы), Бяле-Подляске, Биржах, Кейданах, Невеле, Себеже, Кричеве, Копыле, Негневичах, Рубяжевичах и Белице. Иероним Радзивилл организовал своё войско по прусскому образцу и ввёл жестокие наказания за самую малейшую провинность. Радзивилловские отряды набирались из местной шляхты и служилых людей, а офицеров часто приглашали из-за границы. В Бяле-Подляской, затем в Слуцке создал офицерскую школу (кадетский корпус).
Иероним Флориан Радзивилл был одним из самых богатых магнатов Речи Посполитой своего времени. Благодаря соглашению 1735 года с курфюрстом Пфальца, он сумел вернуть семье Радзивиллов «Нойбургские поместья» (Слуцкое княжество, Себеж, Невель, Копыль, Романув, Белица, Кейданы, Биржи, Заблудов и Койданово), принадлежавшие Луизе Каролине Радзивилл.
Он избегал общественной жизни Речи Посполитой, в которой активно участвовали его родственники. Не участвовал в заседаниях сейма. В 1745 году магнаты Потоцкие предложили Иерониму Флориану Радзивиллу выставить свою кандидатуру на польский королевский престол, но он отказался.
Иероним Флориан Радзивилл был эксцентричным, окружал себя иностранцами, в основном немцами. Он любил охотиться, играть и веселиться. Основал в Слуцке мануфактуру, на которой производились слуцкие пояса, пользовавшиеся большой популярностью на территории Речи Посполитой.
Он был известен свирепостью и жестокостью в отношении крепостных крестьян и даже дворян. В Бяле-Подляской и Слуцке были построены тюрьмы, в которые мог угодить любой человек, вызвавший гнев и недовольство Иеронима Радзивилла. Садизм был причиной двух его разводов.
Иероним Флориан Радзивилл сохранял жесткий порядок в своих городах и имениях, подавил Кричевское восстание (1743—1744).
Основал театры в Бяле-Подляской и Слуцке (1751 год), артисты для которого готовились в специальной школе (первой в Речи Посполитой). Собрал картинную галерею, большую библиотеку, возвел значительные сооружения в своих резиденциях.
В мае 1760 года 45-летний Иероним Флориан Радзивилл скончался, не оставив после себя детей. Все его обширные владения унаследовал старший брат, гетман великий литовский и воевода виленский Михаил Казимир Радзивилл Рыбонька.

## Семья
Иероним Флориан Радзивилл был трижды женат. В 1739 году женился на Терезе Сапеге (ум. после 1784), дочери подчашего надворного литовского Юзефа Франтишека Сапеги (1670—1744) и Криштины Браницкой (ум. 1761). В 1745 году развелся с первой женой и вторично женился на Магдалене Чапской (ум. после 1761), с которой развелся в 1751 году. В 1755 году в третий раз женился на Аниеле Мянчинской (род. 1731). От трёх браков не имел потомства.